# Lærernes Pension
Lærernes Pension er et dansk livsforsikringsselskab, organiseret som et aktieselskab, som lærerorganisationer og kommunale arbejdsgiverorganisationer står bag.
Selskabet blev stiftet 31. marts 1993, da mange lærergrupper gik over til overenskomstansættelse.
Selskabets investeringer er lagt ud til eksterne formueforvaltere. Størstedelen af medlemsadministrationen er lagt ud til serviceselskabet Forca, som Lærernes Pension ejer en tredjedel af. De to andre ejere er Pædagogernes pensionskasse PBU samt PKA – Pensionskassernes Administration.
Lærernes Pension administrerer pensionsordninger for flere end 140.000(ultimo 2016) lærere inden for folkeskolen, de private skoler, voksenundervisning og flere andre områder.
Administrerende direktør er Paul Brüniche-Olsen.

## Ekstern henvisning
- Lærernes Pensions hjemmeside

55°43′38.61″N 12°34′45.76″Ø / 55.7273917°N 12.5793778°Ø